# Pseudatteria
Pseudatteria är ett släkte av fjärilar. Pseudatteria ingår i familjen vecklare.

## Dottertaxa tillPseudatteria, i alfabetisk ordning[1]
- Pseudatteria analoga
- Pseudatteria anemonantha
- Pseudatteria ardoris
- Pseudatteria baccheutis
- Pseudatteria bradleyi
- Pseudatteria buckleyi
- Pseudatteria cantharopa
- Pseudatteria chrysanthema
- Pseudatteria cladodes
- Pseudatteria dictyanthes
- Pseudatteria dognini
- Pseudatteria flabellata
- Pseudatteria fornicata
- Pseudatteria fumipennis
- Pseudatteria geminipuncta
- Pseudatteria heliocausta
- Pseudatteria igniflora
- Pseudatteria leopardina
- Pseudatteria maenas
- Pseudatteria marmarantha
- Pseudatteria metacapna
- Pseudatteria mimica
- Pseudatteria myriocosma
- Pseudatteria pantherina
- Pseudatteria potamites
- Pseudatteria pseudomaenas
- Pseudatteria pulchra
- Pseudatteria purpurea
- Pseudatteria rivularis
- Pseudatteria shafferi
- Pseudatteria splendens
- Pseudatteria symplacota
- Pseudatteria tremewani
- Pseudatteria unciana
- Pseudatteria volcanica